# Школа права Линкольна в Сакраменто
Школа права Линкольна в Сакраменто (англ. Lincoln Law School of Sacramento) — частная коммерческая юридическая школа, расположенная в Сакраменто (штат Калифорния, США). Школа предлагает только вечернюю четырёхлетнюю программу получения степени доктора юриспруденции.

## Аккредитация и уровень сдачи экзаменов
Школа права Линкольна получила одобрение от Комитета экзаменаторов адвокатов Коллегии адвокатов штата Калифорния в 1978 году.
Юридическая школа не аккредитована Американской ассоциацией юристов (ABA), поскольку АВА аккредитует только те юридические школы, которые имеют дневную программу обучения, а Школа права Линкольна всегда была вечерней юридической школой с неполным рабочим днём. В результате выпускники Школы права Линкольна, как правило, не имеют права сдавать экзамен на адвоката и вступать в адвокатуру других штатов, кроме Калифорнии, без предварительной сдачи экзамена на адвоката Калифорнии.
Из 34 выпускников Школы права Линкольна, которые впервые сдавали экзамен на адвоката в Калифорнии в октябре 2020 года, 20 сдали его успешно, что составляет 59 %, по сравнению с 74 % общим уровнем экзаменуемых.

## Знаменитые выпускники
- Юджин Балонон (выпуск 1984 года), Высший суд округа Сакраменто;
- Брюс Нестанде, политик штата Калифорния;
- Леонард Падилья (выпуск 1980 года), телекомментатор, медиаперсона, охотник за головами.